# داور

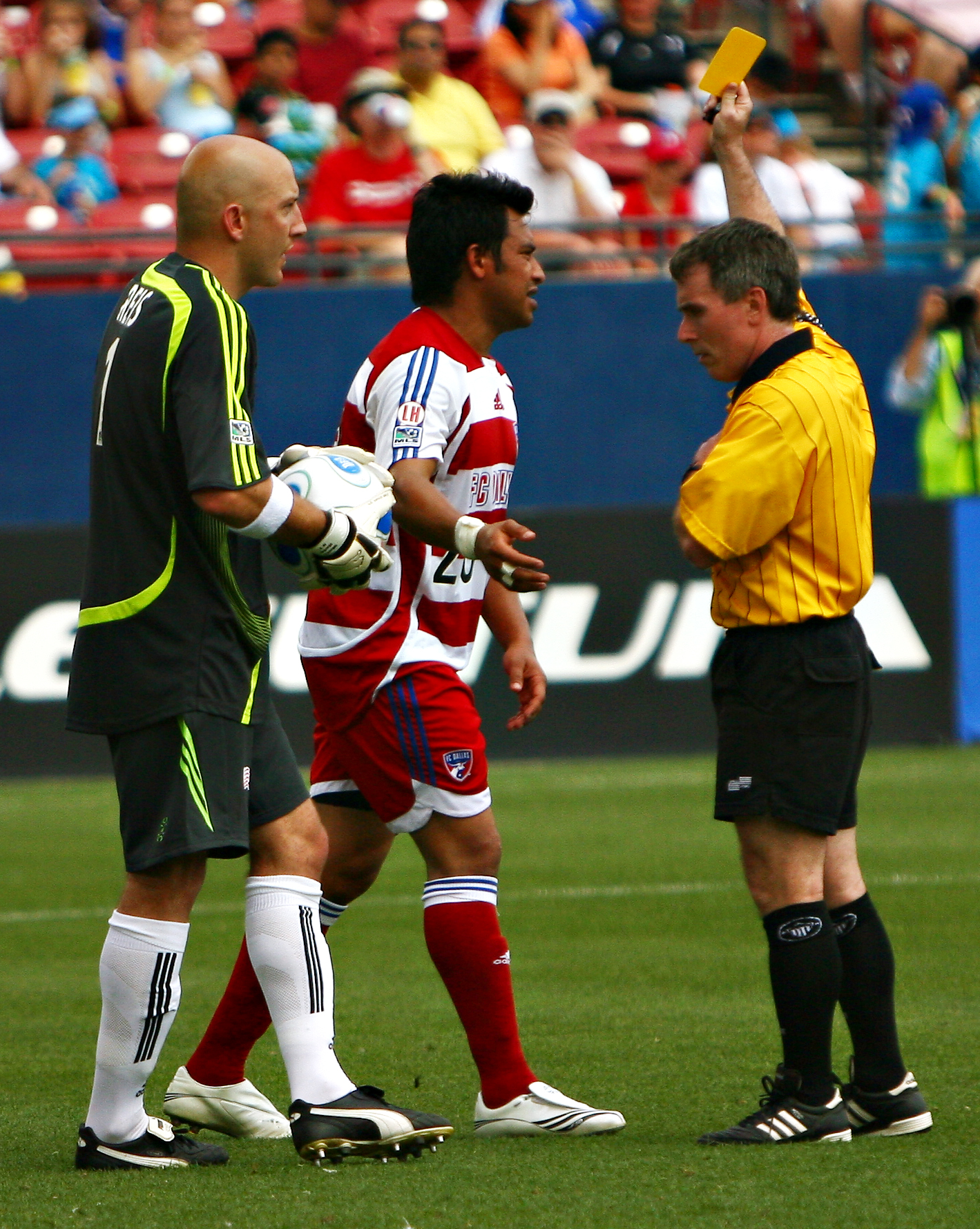
داور فوتبال (سمت راست)، در حال نشان دادن کارت زرد به یکی از بازیکنان

داوری ورزشی عبارت است از کنترل یک مسابقه ورزشی از سوی یک یا چند داور که کار قضاوت و نظارت بر اجرای قوانین یک مسابقه را به عهده دارد.

## واژه‌شناسی
این واژه در اصل دادْوَر بوده که «دال» میانی در طول زمان پاک شده است.

## فوتبال
در بازی فوتبال داور فردی است که بر روند اجرای قوانین فوتبال نظارت می‌کند و می‌تواند با افراد خاطی بر اساس قوانین بازی فوتبال برخورد کند. علاوه بر داور وسط دو کمک داور نیز او را در این راه یاری می‌کنند.